# سيمونا غيتي
سيمونا غيتي (بالإنجليزية: Simona Ghetti)‏ هي أستاذة علم النفس في جامعة كاليفورنيا في ديفيس، حيث تنتسب إلى مركز كاليفورنيا ديفيس للعقل والدماغ. وهي معروفة بأبحاثها حول تطوير الذاكرة العرضية، والذاكرة الترميمية، والذاكرة عند الشباب، مع التركيز بشكل خاص على الأفراد الذين لديهم تجارب صادمة.

## نبذة
حصلت غيتي على العديد من الجوائز التي أثنت على عملها، بما في ذلك جائزة الإنجاز في مجال البحث الوظيفي المبكر من جمعية البحث في تنمية الطفل في عام 2007، وجائزة بويد ماكاندلس جائزة التوظيف المبكر من الجمعية الأمريكية لعلم النفس (القسم 7، علم النفس التنموي) في عام 2009، والجائزة العلمية المتميزة للمساهمة المهنية المبكرة في علم النفس من جمعية علم النفس الأمريكية في عام 2010.

## وصلات خارجية
- Faculty Profile
- Memory and Development Lab at UC Davis